# Theorie van gepland gedrag

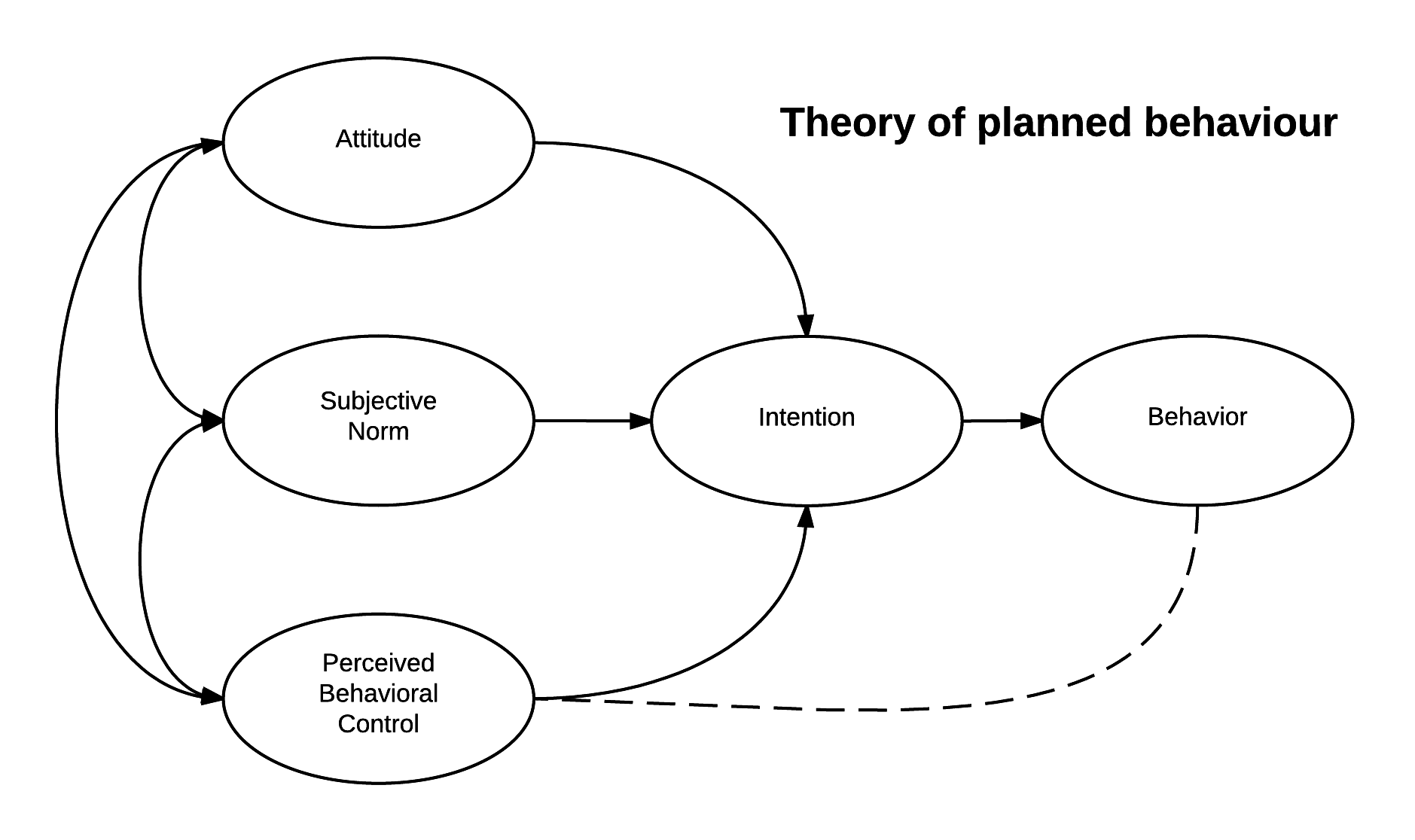
Theorie van gepland gedrag

De theorie van gepland gedrag (theory of planned behavior, TPB) is een psychologische theorie die gebruikt wordt om het gedrag van individuen te begrijpen en te voorspellen. De theorie stelt dat bewust gedrag direct voortkomt uit de intentie om dat gedrag te vertonen. Die intentie wordt volgens de theorie weer bepaald door drie factoren; de houding van een persoon ten opzichte van het gedrag (attitude), hoe de omgeving over het gedrag denkt (subjectieve normen), en de door de persoon ingeschatte beheersing van het gewenste gedrag (ondervonden bekwaamheid). De theorie is opgesteld door Icek Ajzen, voortbordurend op de theorie van beredeneerd gedrag (theory of reasoned action, TRA) die Ajzen in 1975 ontwikkelde met Martin Fishbein. 
De theorie van beredeneerd gedrag stelde ook al dat intentie de bepalende factor voor gedrag is, maar noemde alleen attitude en subjectieve normen als factoren die invloed op deze intentie hebben. De uitbreiding van de TRA tot de TPB bestond uit de toevoeging van de ondervonden bekwaamheid (perceived behavioral control), om de voorspellende kracht van de TRA te vergroten. Dit was gebaseerd op het begrip zelfeffectiviteit dat Albert Bandura introduceerde in 1977.
De theorie van gepland gedrag is gebruikt in vele studies en onderzoeken naar (het beïnvloeden van) menselijk gedrag, gedragsintentie, gedragsovertuiging, en zelfeffectiviteit. Toepassingen van de theorie zijn onder andere te vinden in de ecopsychologie, gezondheidspromotie, en in reclame en marketing.
|                     |                     |                     |                     |                     |                     |  |  | Gedragsovertuiging     | Gedragsovertuiging     | Gedragsovertuiging     | Gedragsovertuiging     | Gedragsovertuiging     | Gedragsovertuiging     |  |  | Attitude                                              | Attitude                                              | Attitude                                              | Attitude                                              | Attitude                                              | Attitude                                              |  |  |          |          |          |          |          |          |  |  |        |        |        |        |        |        |
|                     |                     |                     |                     |                     |                     |  |  | Gedragsovertuiging     | Gedragsovertuiging     | Gedragsovertuiging     | Gedragsovertuiging     | Gedragsovertuiging     | Gedragsovertuiging     |  |  | Attitude                                              | Attitude                                              | Attitude                                              | Attitude                                              | Attitude                                              | Attitude                                              |  |  |          |          |          |          |          |          |  |  |        |        |        |        |        |        |
|                     |                     |                     |                     |                     |                     |  |  |                        |                        |                        |                        |                        |                        |  |  |                                                       |                                                       |                                                       |                                                       |                                                       |                                                       |  |  |          |          |          |          |          |          |  |  |        |        |        |        |        |        |
| Achtergrondfactoren | Achtergrondfactoren | Achtergrondfactoren | Achtergrondfactoren | Achtergrondfactoren | Achtergrondfactoren |  |  | Normatieve opvattingen | Normatieve opvattingen | Normatieve opvattingen | Normatieve opvattingen | Normatieve opvattingen | Normatieve opvattingen |  |  | Subjectieve normen                                    | Subjectieve normen                                    | Subjectieve normen                                    | Subjectieve normen                                    | Subjectieve normen                                    | Subjectieve normen                                    |  |  | Intentie | Intentie | Intentie | Intentie | Intentie | Intentie |  |  | Gedrag | Gedrag | Gedrag | Gedrag | Gedrag | Gedrag |
| Achtergrondfactoren | Achtergrondfactoren | Achtergrondfactoren | Achtergrondfactoren | Achtergrondfactoren | Achtergrondfactoren |  |  | Normatieve opvattingen | Normatieve opvattingen | Normatieve opvattingen | Normatieve opvattingen | Normatieve opvattingen | Normatieve opvattingen |  |  | Subjectieve normen                                    | Subjectieve normen                                    | Subjectieve normen                                    | Subjectieve normen                                    | Subjectieve normen                                    | Subjectieve normen                                    |  |  | Intentie | Intentie | Intentie | Intentie | Intentie | Intentie |  |  | Gedrag | Gedrag | Gedrag | Gedrag | Gedrag | Gedrag |
|                     |                     |                     |                     |                     |                     |  |  |                        |                        |                        |                        |                        |                        |  |  |                                                       |                                                       |                                                       |                                                       |                                                       |                                                       |  |  |          |          |          |          |          |          |  |  |        |        |        |        |        |        |
|                     |                     |                     |                     |                     |                     |  |  | Beheersingsovertuiging | Beheersingsovertuiging | Beheersingsovertuiging | Beheersingsovertuiging | Beheersingsovertuiging | Beheersingsovertuiging |  |  | Ingeschatte beheersing van gedrag (Zelfeffectiviteit) | Ingeschatte beheersing van gedrag (Zelfeffectiviteit) | Ingeschatte beheersing van gedrag (Zelfeffectiviteit) | Ingeschatte beheersing van gedrag (Zelfeffectiviteit) | Ingeschatte beheersing van gedrag (Zelfeffectiviteit) | Ingeschatte beheersing van gedrag (Zelfeffectiviteit) |  |  |          |          |          |          |          |          |  |  |        |        |        |        |        |        |
|                     |                     |                     |                     |                     |                     |  |  | Beheersingsovertuiging | Beheersingsovertuiging | Beheersingsovertuiging | Beheersingsovertuiging | Beheersingsovertuiging | Beheersingsovertuiging |  |  | Ingeschatte beheersing van gedrag (Zelfeffectiviteit) | Ingeschatte beheersing van gedrag (Zelfeffectiviteit) | Ingeschatte beheersing van gedrag (Zelfeffectiviteit) | Ingeschatte beheersing van gedrag (Zelfeffectiviteit) | Ingeschatte beheersing van gedrag (Zelfeffectiviteit) | Ingeschatte beheersing van gedrag (Zelfeffectiviteit) |  |  |          |          |          |          |          |          |  |  |        |        |        |        |        |        |

## Het model
Volgens de theorie worden de drie factoren attitude, subjectieve normen, en ondervonden bekwaamheid elk beïnvloed door drie verschillende overtuigingen. Dit zijn respectievelijk de opvattingen over de waarschijnlijke consequenties van het gedrag (gedragsovertuigingen), de overtuigingen over de normatieve verwachtingen van anderen (normatieve opvattingen), en de opvattingen over de beheersing over het gewenste gedrag (beheersingsovertuiging). In het algemeen zou volgens de TPB moeten gelden dat hoe sterker deze overtuigingen zijn, hoe sterker de intentie om een specifiek gedrag uit te voeren. 
Hierbij stelt de theorie wel dat naast de intentie, een persoon in voldoende controle over het gewenste gedrag moet hebben om dit gedrag daadwerkelijk uit te kunnen voeren. De mogelijkheid om gedrag uit te voeren kan door verschillende factoren vergemakkelijkt of juist belemmerd worden, zoals (een gebrek aan) benodigde vaardigheden, tijd, geld, of andere middelen. De TPB stelt dat als individuen een goede inschatting kunnen maken van deze aanwezige factoren, de zelfeffectiviteit een goede weerspiegeling kan zijn van de mate waarin mensen echt invloed hebben op hun gedrag. Dit wordt in het schema aangeduid met de stippellijn. 
Uiteindelijk wordt er verwacht dat als een persoon voldoende controle heeft over diens gedrag, de persoon zijn/ haar intenties zal realiseren zodra de gelegenheid zich voordoet.

## Sleutelbegrippen

### Gedragsovertuiging en attitude
Volgens de theorie wordt de attitude ten opzichte van gedrag bepaald door enerzijds de overtuiging van de wenselijkheid van het gedrag zelf en anderzijds de overtuiging van de wenselijkheid van het verwachte gevolg van dat gedrag. Dit is de gedragsovertuiging.
Deze houding wordt op zijn beurt weer bepaald door zaken als algemene houding, persoonlijkheidstrekken, waardes, emoties en intelligentie.

### Normatieve opvattingen en subjectieve normen
Ook sociale druk speelt een belangrijke rol bij de vorming van een intentie tot gedrag. De groep waartoe iemand behoort, legt bepaalde normen op, gebaseerd op onderliggende normatieve opvattingen (normative beliefs). Deze verschillen per groep en daarmee zijn dit subjectieve normen (subjective norms).
De invloed van groepsdruk is afhankelijk van de wens tot conformisme. De normatieve opvattingen zijn onder meer afhankelijk van leeftijd, gender, ras, etniciteit, opleiding, inkomen en religie.

### Beheersingsovertuiging en zelfeffectiviteit
De intentie tot gedrag wordt als laatste beïnvloed door de vermeende bekwaamheid in dat gedrag. Daarbij geldt dus niet alleen de daadwerkelijke beheersing van het gedrag, maar ook de inschatting die men hier zelf van maakt (perceived behavioral control). De mate van zelfvertrouwen speelt hierbij een rol, wat zich kan uiten in zelfonder- en overschatting. Deze beheersingsovertuiging (control belief) is onder meer afhankelijk van de ervaring en kennis.
Gedacht werd dat de locus of control of beheersingsoriëntatie hierbij van belang zou zijn, de mate waarin iemand de oorzaken van wat haar overkomt bij zichzelf of juist buiten zichzelf zoekt. Bij een interne locus of control wordt de oorzaak bij zichzelf gezocht, bij een externe locus of control zoekt men het in de omgeving, het lot, toeval of andere mensen. Bij een interne locus of control zou dan sprake moeten zijn van een grotere mate van ingeschatte vaardigheid. Uit onderzoek bleek hier echter vrijwel niets van. Dit komt onder meer doordat de locus of control een te algemene houding is ten opzichte van intentie en gedrag voor een specifieke taak.
Het door Bandura geïntroduceerde begrip van zelfeffectiviteit is veel specifieker richting de taak dan locus of control en uit onderzoek bleek dan ook dat er hierbij wel sprake was van een sterke correlatie met het vertoonde gedrag.

## Verenigbaarheidsbeginsel
Elke gedragsdispositie omvat vier elementen:
- doel
- actie
- context
- tijd

Bij een specifieke actie zijn deze vier duidelijk te onderscheiden. Dat is veel minder het geval bij de algemene houding ten opzichte van onderwerpen. De algemene houding is dan ook een slechte voorspeller gebleken van specifiek gedrag. Het verschil in het niveau van algemeenheid of abstractie maakt dat er een lage correlatie is tussen algemene houding en specifiek gedrag. zo kunnen er verschillen optreden op de verschillende niveaus van algemeenheid of specificiteit:
- veilig rijden
- veilig rijden op dinsdag
- veilig rijden op dinsdag om op tijd voor het eten thuis te zijn
- veilig rijden op dinsdag om op tijd voor het eten thuis te zijn na te zijn afgesneden

Iemand kan veilig rijden belangrijk vinden en dat inderdaad ook het grootste deel van de tijd te doen, maar met haast en na afgesneden te zijn toch agressief gedrag vertonen tegen de afsnijdende automobilist. Volgens het verenigbaarheidsbeginsel moet de prognose dezelfde mate van algemeenheid of specificiteit hebben als te voorspellen gedrag.:85-88